# Berthold Feiwel
Berthold Feiwel (* 15. August 1875 in Pohrlitz, Österreich-Ungarn; † 29. Dezember 1937 in Jerusalem) war ein österreichisch-jüdischer Schriftsteller, Übersetzer, Publizist und zionistischer Politiker.

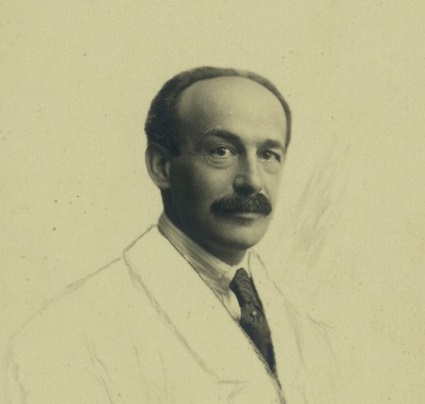
Berthold Feiwel (um 1920)

Berlin 1902: Gründungsmitglieder des Jüdischen Verlags. V. l. n. r.: (stehend) Ephraim Moses Lilien, Chaim Weizmann, Davis Trietsch, (sitzend) Berthold Feiwel und Martin Buber.

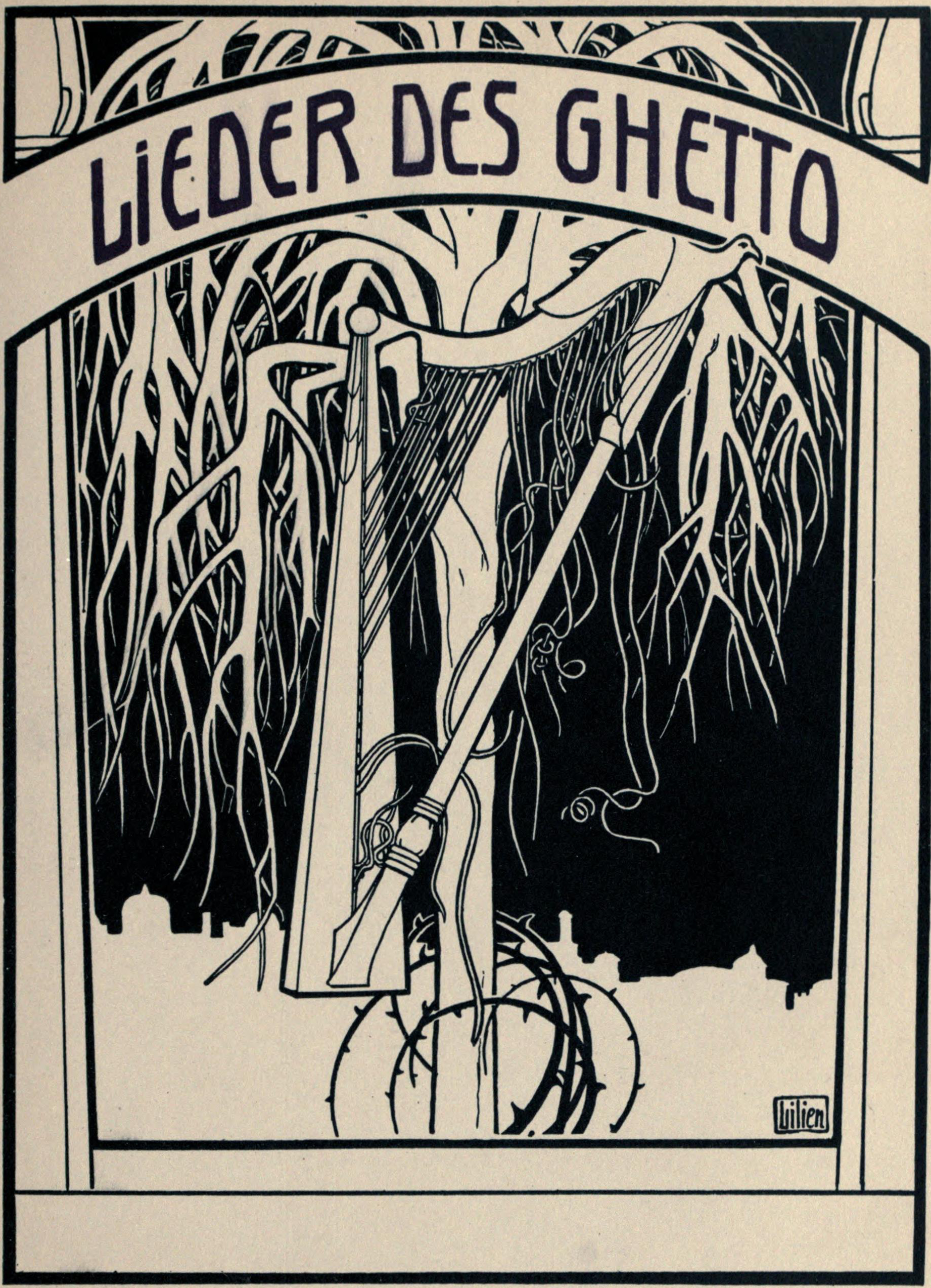
E. M. Liliens Illustrationen zu Feiwels Übersetzung von Morris Rosenfelds Lieder des Ghetto

## Leben
Berthold Feiwel, Sohn von Josef und Charlotte (geb. Schnabel) Feiwel, besuchte die Schulen in Brünn und studierte 1893–1897 an den Universitäten in Wien und Zürich Rechtswissenschaften und Nationalökonomie.
1897 nahm er an den Vorbereitungsarbeiten für den Ersten Zionistenkongress teil und war dann auch Delegierter. Gemeinsam mit Robert Stricker und Max Hickel gründete er in Brünn die Jüdische Volksstimme und war deren Chefredakteur. Dort rief er auch die Jüdisch-akademische Verbindung Veritas ins Leben.
Von Theodor Herzl nach Wien gerufen, leitete er als Chefredakteur und Herausgeber das zionistische Zentralorgan Die Welt (Jan. 1900 bis ca. Aug. 1901). Feiwel war seit dem Vierten Kongress Mitglied des Großen Aktionskomitees sowie Mitbegründer und einer der Wortführer der Demokratischen Fraktion beim Fünften und Sechsten Kongress.
Feiwel gehörte zu den Mitbegründern des Jüdischen Verlags in Berlin und war 1902–07 dessen Direktor. Im Konflikt zwischen West- und Ostjudentum fand er als Westjude viel Verständnis und Interesse für die ostjüdische Kultur und übersetzte Gedichte von Morris Rosenfeld. Er gab den Jüdischen Almanach, die Junge Harfe und in Köln die Zeitschrift Jung Israel heraus. In der Zusammenarbeit mit Martin Buber und Chaim Weizmann entstand der Plan zur Gründung der Hebräischen Universität Jerusalem.
Nach dem Ersten Weltkrieg ging Feiwel nach London und engagierte sich hier für die zionistische Sache. 1920–1926 war er Direktor des neu gegründeten Keren Hajessod in London und ab 1929 Leiter der Jüdischen Kolonialbank (Jewish Colonial Trust). Ab 1933 lebte er in Palästina.
Die Wiener Morgenzeitung würdigte Feiwel anlässlich seines 50. Geburtstages: „Ein bescheidener Mann, der stets nur die Sache im Auge hat, der er sein Lebenswerk widmet, hat er selbst immer die Aufmerksamkeit der zionistischen Oeffentlichkeit von seinem persönlichen Anteil an den zionistischen Erfolgen abgelenkt.“

## Zitat
Bundeslied der jüdisch-akademischen Ferialverbindung Achiwah, Ungarisch Hradisch.
Wacht auf, ihr Schläfer in tiefer Nacht!
Die Schritte der Jungen erdröhnen, 
Es wogt und braust wie Sturm und Schlacht; 
Das Volk der Juden ist erwacht 
Und ruft nach seinen Söhnen.
Es flammt der Tag. Vorbei die Nacht! 
Sie kommen, mein Volk, dich erretten, 
Ihr Arm ist kraftvoll, ihr Auge lacht, 
Mut ist die Waffe und Stolz ihre Tracht. 
Es bersten zersplittert die Ketten,
Nicht länger hülle dich, Zion in Nacht! 
Und werfen die Feinde dich nieder, 
Und ward zu Trümmern die Königspracht 
Wir bauen dich auf mit starker Macht 
Und bauen schöner dich wieder.
Wacht auf, ihr Schläfer in tiefer Nacht!
...